# Molynoptera
Molynoptera is een geslacht van kevers uit de familie bladsprietkevers (Scarabaeidae). Het geslacht werd voor het eerst wetenschappelijk beschreven in 1897 door Kraatz.

## Soorten
- Molynoptera multiguttata Kraatz, 1897